# Jelonek (Jeleńska Huta)
Jelonek – część wsi Jeleńska Huta w Polsce, położona w województwie pomorskim, w powiecie wejherowskim, w gminie Szemud.
W latach 1975–1998 Jelonek administracyjnie należał do województwa gdańskiego.